# Matthäus Stang
Matthäus Stang (* 1581/2 in Burglengenfeld; † nach 1625) war Zeichner und Kartograf.

## Leben
Matthäus Stang stammte aus Burglengenfeld und stand ’’als Regierungskanzlist und Maler zu Neuburg’’ in den Diensten des Fürstentums Pfalz-Neuburg. Zusammen mit Christoph Vogel erstellte er zwischen 1597 und 1605 in der Nachfolge Friedrich Seefrieds ein Kartenwerk aller 26 Ämter des Fürstentums. Diese Landesaufnahme zählt zu den bedeutendsten kartographischen Leistungen in den Jahrzehnten um 1600.